# Сан-Хуан (остров)
Сан-Хуан (англ. San Juan Island) — второй по величине остров в архипелаге Сан-Хуан, который расположен у северо-западного побережья штата Вашингтон, США. В административном отношении является частью округа Сан-Хуан.
Площадь острова составляет 142,6 км², а население по данным переписи 2000 года — 6822 человека (самый населённый остров архипелага). Крупнейший населённый пункт острова — город Фрайди-Харбор, который является административным центром округа Сан-Хуан, а также единственным инкорпорированным городом округа.
Фрайди-Харбор связан с материком паромной переправой. На острове издаётся еженедельная газета; имеется новостной веб-сайт. Сан-Хуан усеян многочисленными фермами. Экономика острова основана на туристической отрасли.

## Свиная война
Из-за неточностей в тексте Орегонского договора, который отделял США от Британской Северной Америки (Канады), участок границы, проходящий через острова Сан-Хуан, был определён неоднозначно. Эта неоднозначность привела в 1859 г. к территориальному конфликту, также известному как Свиная война.